# Яндекс.Навігатор
Яндекс. Навігатор — безкоштовна навігаційна мобільна програма від компанії Яндекс. Доступна для смартфонів та планшетів на платформах iOS, Android та Windows Phone.

## Історія
13 березня 2012 року вийшли версії для смартфонів та планшетів на платформах iOS і Android, 27 листопада 2013 року з'явилася програма під Windows Phone.

## Принцип роботи
Яндекс.Навігатор отримує інформацію про завантаженість на дорогах від сервісу Яндекс.Затори, а у разі зміни дорожньої ситуації своєчасно змінює маршрут. Програма працює в онлайн-режимі і постійно дозавантажує ділянки карт у кеш. Є можливість завантажити частини карт на телефон і користуватися навігатором без підключення до мережі.

## Функціональні можливості
- Показується швидкість, очікуваний час прибуття і відстань до місця прибуття.
- Програма показує схеми будинків та автоматично перемикається із тривимірного режиму у двовимірний[3]. Доступний вид із супутника.
- Підтримує векторні карти України.[4]
- Є пошук потрібних об'єктів поблизу (кінотеатри, ресторани, заправки тощо).
- Доступна навігація усіма містами України і трасами між Україною, Росією та Білоруссю.
- Маршрут прокладається через проміжні точки, є голосовий пошук.
- Має функцію голосових підказок, за замовчуванням доступні чоловічий і жіночий голоси.
- У програмі також є розпізнавання голосових команд.[5]
- Україномовний інтерфейс.

## Додаткові факти
- У програми раніше був безкоштовний мобільний трафік у мережі українського мобільного оператора МТС.[6]
- Підказки українською і російською мовами Навігатор робить голосом Оксани Мандрики ─ керівника маркетингу українського офісу Яндекса.